# (8832) Altenrath
(8832) Altenrath est un astéroïde de la ceinture principale.

## Description
(8832) Altenrath est un astéroïde de la ceinture principale. Il fut découvert le 2 mars 1989 à La Silla par Eric Walter Elst. Il présente une orbite caractérisée par un demi-grand axe de 2,57 UA, une excentricité de 0,12 et une inclinaison de 8,6° par rapport à l'écliptique.

## Compléments